# 姚檀栋
姚檀栋（1954年7月—），男，甘肃通渭人，中国冰川环境与全球变化学家，中国科学院青藏高原研究所研究员。现任中国科学院青藏高原研究所所长。

## 生平
1978年在兰州大学地质地理系自然地理学专业本科毕业，1982年在该校获自然地理学硕士学位，1986年在中国科学院地理研究所获自然地理学博士学位。2008年，当选第十一届全国政协委员，代表科学技术界，分入第三十一组。2018年1月，当选第十三届全国政协委员。
2021年1月22日，第八届欧美同学会（中国留学人员联谊会）第一次全国会员代表大会召开，大会选举其担任第八届理事会副会长。

## 社会兼职
国际冰川学会理事，中国青藏高原研究会副理事长，中国地理学会常务理事，中国第四纪研究会常务理事。

## 奖项和荣誉
2017年1月，由于在青藏高原冰川和环境研究方面所做出的贡献，姚檀栋获得瑞典人类学和地理学会（SSAG）授予的2017年维加奖，他因此成为首位获此殊荣的中国科学家和首位亚洲科学家。